# Anna Netrebko
Anna Jurjevna Netrebko (russisk: Анна Юрьевна Нетребко, født 18. september 1971 i Krasnodar i Sovjetunionen) er en sopran, der er blandt de førende.
Anna Netrebko har siden marts 2006 haft østrigsk statsborgerskab og er bosat i Salzburg og Wien. Hun blev opdaget af dirigenten og operachefen Valerij Gergijev og debuterede i 1994 som Susanna i Mozarts Figaros bryllup ved Mariinskij-teateret i Sankt Petersborg. I 1995 havde hun sin første optræden i USA på San Francisco Opera som Ludmila i Glinkas Ruslan og Ludmila, og i 2002 debuterede hun på Metropolitan Opera som Natasja i Prokofjevs Krig og fred.

## Biografi
Anna Netrebko har i 2009 indspillet La Bohème på film sammen med Rolando Villazon og har indspillet i alt ni videoer.